# 永聚煤业火灾
2023年11月16日早上6时50分左右，中华人民共和国山西省吕梁市离石区永聚煤业联建楼发生火灾。着火建筑共四层，起火点位于二层浴室。截至当日下午，遇难人数升至26人，38人受伤事故累计疏散70人。起火原因正在调查中，据报道从更衣室吊篮开始起火。
中华人民共和国官方称之为永聚煤业办公楼“11.16”重大火灾事故。

## 背景和经过
永聚煤业为吕梁东泰集团下属民营企业，核定生产能力每年150万吨，主营煤炭开采、洗选和销售。该公司曾涉多个劳动争议诉讼案，并在2018年、2019年两次抽检中被发现问题。
发生火情的为该企业的联建楼，地面共四层，为钢筋混凝土框架结构建筑，总建筑面积6920平方米，一层为工人综合服务区，二层为职工浴室，三层为管理人员办公区，四层为调度中心。起火点位于二层浴室。
煤矿职工澡堂使用吊篮放置矿工衣服。吊篮中棉质工作服、衣服上携带的煤末等易燃物多，同时氧气充足，有较大着火风险。并且吊篮底部离地很高，通常是在房顶，灭火比较困难。火灾刚开始时职工自行灭火，大多数人不明情况，并未有人员疏散。

## 政府反应
11月17日，国务院安委会对山西吕梁火灾事故查处挂牌督办。
吕梁永聚煤业的实际控制人、主要负责人、其他责任人等13人被采取刑事强制措施。